# Netsah Yehouda
Netsah Yehouda, en hébreu éternité de Juda ou 97e bataillon est un bataillon d'infanterie des forces de défense d'Israël aussi connu sous le nom de Nahal Haredi.

## Origine
Depuis la création de l'État d'Israël le 14 mai 1948, les Juifs ultra-orthodoxes sont exemptés de service militaire tant qu'ils étudient dans les Yeshivot. Cette exemption ne concernait à l'origine qu'une poignée de jeunes. Mais en raison de la démographie galopante de la population ultra-orthodoxe d'Israël, elle touche aujourd'hui  plus de 25 % des jeunes devant faire leur service militaire. La pression populaire est telle qu'il est de plus en plus demandé que les religieux ultra-orthodoxes fassent leur service comme les autres jeunes Israéliens.
Un des motifs invoqués par les rabbins ultra-orthodoxes pour refuser le service militaire de  leurs jeunes est l'inadaptation de l'armée israélienne à répondre à leurs besoins religieux spécifiques, notamment leur souhait de nourriture Glatt Kasher, leur refus de la mixité et l'absence de temps consacré aux études saintes.

## Histoire
L'unité a été créé en 1999 comme bataillon expérimental de la brigade Nahal avec pour mission de tenter l'intégration de jeunes ultra-orthodoxes. Après des débuts difficiles, elle est aujourd'hui une unité reconnue et recherchée.
Elle recrute essentiellement des Hassidim des communautés de Habad et de Breslev ainsi que des jeunes de la mouvance sioniste religieuse et enfin des volontaires de l'étranger, essentiellement issus des communautés juives traditionalistes à travers le monde.
En 2005, l'ensemble du bataillon s'est publiquement signalé en refusant de participer au retrait israélien de la bande de Gaza, ce qui lui a valu le surnom de bataillon orange.

## Actuellement

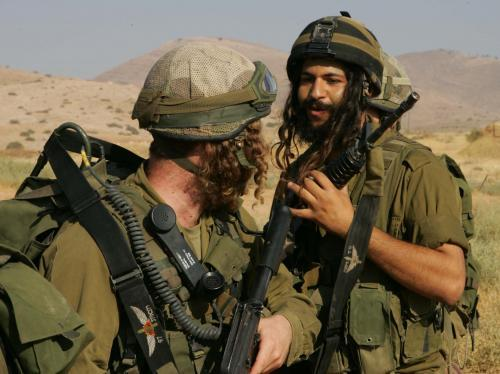
NetzahYehudafield

Le bataillon Netsah Yehouda, ou 97e bataillon, fait actuellement partie de la brigade Kfir. Le bataillon a quitté la brigade Nahal pour rejoindre la brigade Kfir créée en 2006. Après ses débuts dans la vallée du Jourdain, le bataillon opère aujourd'hui dans la région de Jénine près de Jabalyiah où ils effectuent diverses opérations que l'armée israélienne qualifie d'anti-terroristes.
Les volontaires de Netsah Yehouda servent trois ans comme l'ensemble des conscrits israéliens. Mais des formations académiques leur sont offertes lors de leur dernière année de service militaire, afin de faciliter leur entrée sur le marché du travail.
L'insigne de l'unité est une tête de lion (pour le lion de Yehouda) entourée de deux ailes avec derrière une épée et une faux(pour le Nahal) et le béret est de couleur camouflage (qui rappelle les couleurs que se mettent les soldats sur le visage avant de sortir en opération) celui de la brigade Kfir.
En 2019, à plusieurs occasions, des soldats de la brigade sont accusés de mauvais traitements comme des passages à tabac de prisonniers ou une aggresion. Certains sont condamnés. En décembre 2022, le bataillon est retiré de Cisjordanie (appelée Judée-Samarie par les Israéliens) et affecté dans le secteur du Golan.
Ce bataillon avait notamment été signalé pour le décès du double national Palestino-Américain Omar Asad, âgé de 78 ans, qui avait été arrêté lors d'une opération de contrôle menée par cette unité en Cisjordanie, dans le village de Jiljilya et qui était mort, après avait été laissé sans surveillance, par une nuit glaciale, le 13 janvier 2022. Il a été ensuite proposé à la famille du défunt une indemnité de 500 000 shekels, à titre compensatoire.
Le 16 avril, lors de l’assaut sur l’école Mahdiyya Al-Shawa à Beit Hanoun, les soldats du bataillon forcent les Palestiniens à se mettre nus lors de leur arrestation.
Le 20 avril 2024, pour la première fois de l’histoire, l’administration américaine annonce s’apprêter imposer des sanctions à une unité de Tsahal pour ”violation des droits des Palestiniens en Cisjordanie”. La loi américaine dite Loi Leahy limite la fourniture d’aide militaire aux forces étrangères qui violent le droit international. Cinq unités étaient menacées. Finalement, le Département d'État ayant jugé que les problèmes avaient reçu leur solution, ce n’est pas le cas pour quatre unités, le bataillon Netsah Yehouda restant concerné. Les sanctions envisagées concernent des actes commis de 2014 à 2024, dont la mort d’un Américano-Palestinien de 78 ans ; un ancien de la brigade témoigne de punitions collectives, comme l’envoi dans un village de grenades lacrymogènes ou incapacitantes, maison par maison, pour des jets de pierres. L’armée israélienne a quant à elle muté les responsables du bataillon dans d’autres unités, tout en leur accordant une promotion. Par exemple, le lieutenant-colonel Nitai Okashi, commandant de 2018 à 2020, a reçu d’autres commandements par la suite, dont celui de la brigade Jerusalem ; le lieutenant-colonel Uri Levy commande le bataillon de 2014 à 2016, un de ses soldats est inculpé pour torture à l’aide d’électricité. Uri Levy est nommé au sein de la brigade Kfir par la suite, prend sa retraite en 2023 et participe à des émissions de télévision. Les abus les plus marquant sont des exécutions de personnes ou le viol d’une jeune fille de 15 ans lors d’un interrogatoire à la Moscobiyya (en) dans la mission orthodoxe russe de Jérusalem
Israël affirme que l’unité a toujours agi de manière éthique, correspondant à ce qui était attendu d’elle.